# Ботелл (Вашингтон)
Ботелл (англ. Bothell) — місто (англ. city) в США, в округах Кінг і Сногоміш штату Вашингтон. Населення — 48 161 особа (2020).

## Географія
Ботелл розташований за координатами 47°46′37″ пн. ш. 122°12′18″ зх. д. / 47.77694° пн. ш. 122.20500° зх. д. (47.776857, -122.204997).  За даними Бюро перепису населення США в 2010 році місто мало площу 31,38 км², уся площа — суходіл. В 2017 році площа становила 35,38 км², уся площа — суходіл.

### Клімат
| Клімат : Ботелл          | Клімат : Ботелл | Клімат : Ботелл | Клімат : Ботелл | Клімат : Ботелл | Клімат : Ботелл | Клімат : Ботелл | Клімат : Ботелл | Клімат : Ботелл | Клімат : Ботелл | Клімат : Ботелл | Клімат : Ботелл | Клімат : Ботелл | Клімат : Ботелл |
| Показник                 | Січ.            | Лют.            | Бер.            | Квіт.           | Трав.           | Черв.           | Лип.            | Серп.           | Вер.            | Жовт.           | Лист.           | Груд.           | Рік             |
| Абсолютний максимум, °C  | 19,4            | 21,7            | 27,2            | 28,9            | 32,2            | 37,8            | 37,8            | 36,1            | 37,2            | 30,0            | 23,9            | 20,0            | 37,8            |
| Середній максимум, °C    | 6,7             | 9,1             | 11,6            | 15,5            | 19,1            | 20,9            | 24,2            | 23,8            | 21,5            | 16,1            | 10,6            | 8,1             | 15,6            |
| Середній мінімум, °C     | −0,8            | 0,0             | 1,1             | 2,9             | 5,4             | 7,8             | 9,0             | 8,9             | 7,2             | 4,9             | 1,9             | 0,9             | 4,1             |
| Абсолютний мінімум, °C   | −23,3           | −23,3           | −21,1           | −6,7            | −5              | −0,6            | 1,7             | 0,6             | −2,2            | −6,1            | −12,2           | −15             | −23,3           |
| Норма опадів, мм         | 142             | 104             | 99              | 58              | 58              | 56              | 20              | 25              | 48              | 97              | 132             | 147             | 988             |
| Днів з опадами           | 18              | 14              | 16              | 12              | 11              | 11              | 5               | 6               | 8               | 13              | 17              | 19              | 150             |
| ------------------------ | --------------- | --------------- | --------------- | --------------- | --------------- | --------------- | --------------- | --------------- | --------------- | --------------- | --------------- | --------------- | --------------- |
| Джерело: Weatherbase.com |                 |                 |                 |                 |                 |                 |                 |                 |                 |                 |                 |                 |                 |

## Демографія
Згідно з переписом 2010 року, у місті мешкало 33 505 осіб у 13 497 домогосподарствах у складі 8779 родин. Густота населення становила 1068 осіб/км².  Було 14255 помешкань (454/км²).
Расовий склад населення:
| - 79,7 % — білих - 10,2 % — азіатів - 1,6 % — чорних або афроамериканців - 0,6 % — корінних американців - 0,2 % — вихідців з тихоокеанських островів - 3,4 % — осіб інших рас |

До двох чи більше рас належало 4,5 %. Частка іспаномовних становила 8,7 % від усіх жителів.
За віковим діапазоном населення розподілялося таким чином: 22,4 % — особи молодші 18 років, 65,5 % — особи у віці 18—64 років, 12,1 % — особи у віці 65 років та старші. Медіана віку мешканця становила 38,3 року. На 100 осіб жіночої статі у місті припадало 95,4 чоловіків;  на 100 жінок у віці від 18 років та старших — 93,1 чоловіків також старших 18 років.
Середній дохід на одне домашнє господарство  становив 97 751 долар США (медіана — 81 972), а середній дохід на одну сім'ю — 114 339 доларів (медіана — 101 872). Медіана доходів становила 73 316 доларів для чоловіків та 50 690 доларів для жінок. За межею бідності перебувало 7,9 % осіб, у тому числі 10,9 % дітей у віці до 18 років та 3,0 % осіб у віці 65 років та старших.
Цивільне працевлаштоване населення становило 21 570 осіб. Основні галузі зайнятості: освіта, охорона здоров'я та соціальна допомога — 19,8 %, науковці, спеціалісти, менеджери — 16,4 %, виробництво — 13,0 %, роздрібна торгівля — 11,9 %.